# Pachas (distrito)
O Distrito peruano de Pachas é um dos nove distritos que formam a Província de Dos de Mayo, situada no Departamento de Huánuco, pertencente a Região Huánuco, na zona central do Peru.

## Transporte
O distrito de Pachas é servido pela seguinte rodovia:
- PE-3N, que liga o distrito de La Oroya (Região de Junín) à Puerto Vado Grande (Fronteira Equador-Peru) no distrito de Ayabaca (Região de Piura)
- HU-101, que liga a cidade ao distrito de Tantamayo
- HU-102, que liga a cidade ao distrito de Llata [1][2][3]